# Лепесток (респиратор)

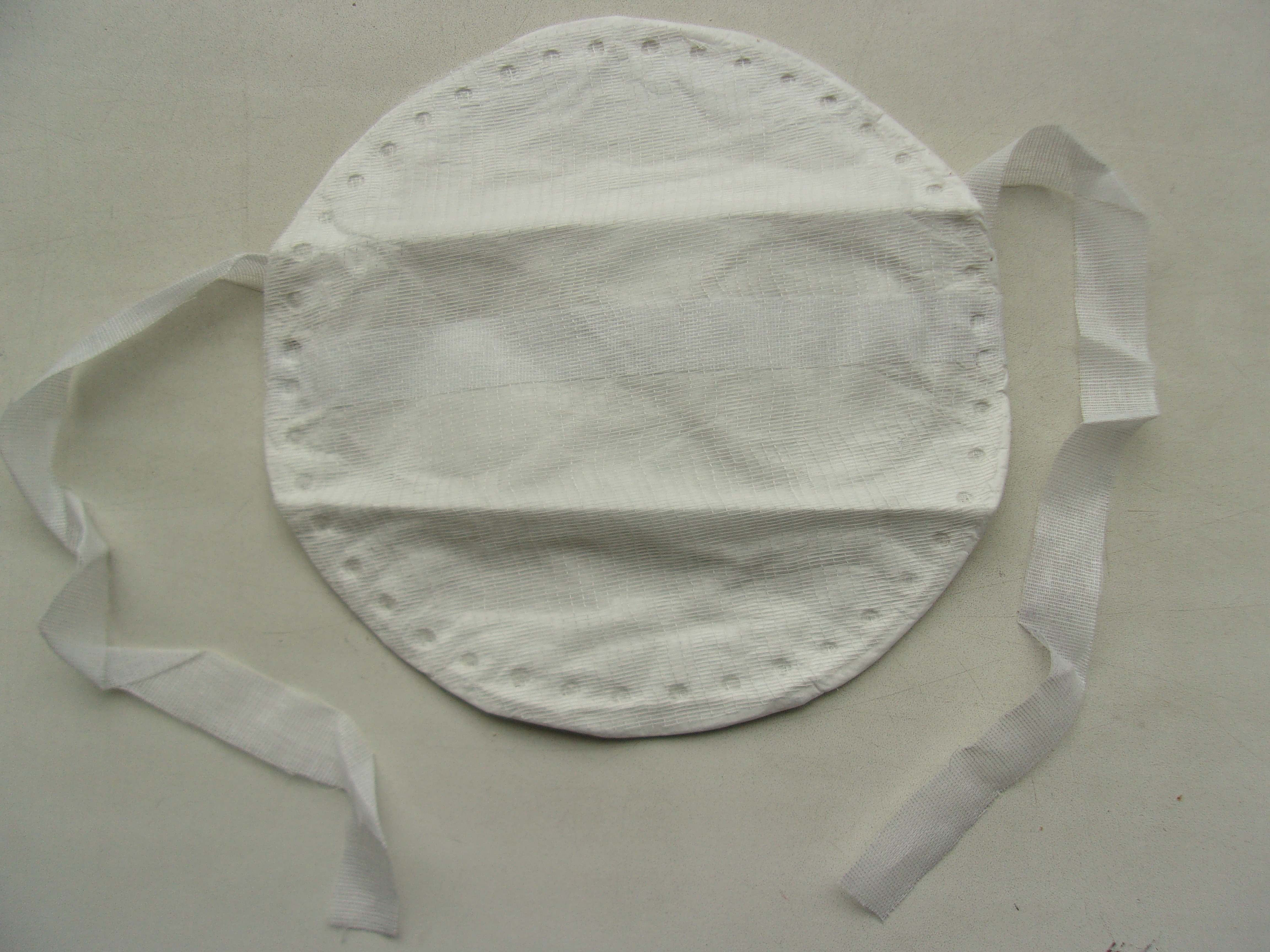
Полуфабрикат фильтрующей полумаски респиратора ШБ-1 «Лепесток-200». Число 200 в названии означает декларируемую эффективность — изделие призвано снижать концентрацию мелкодисперсной пыли минимум в 200 раз.

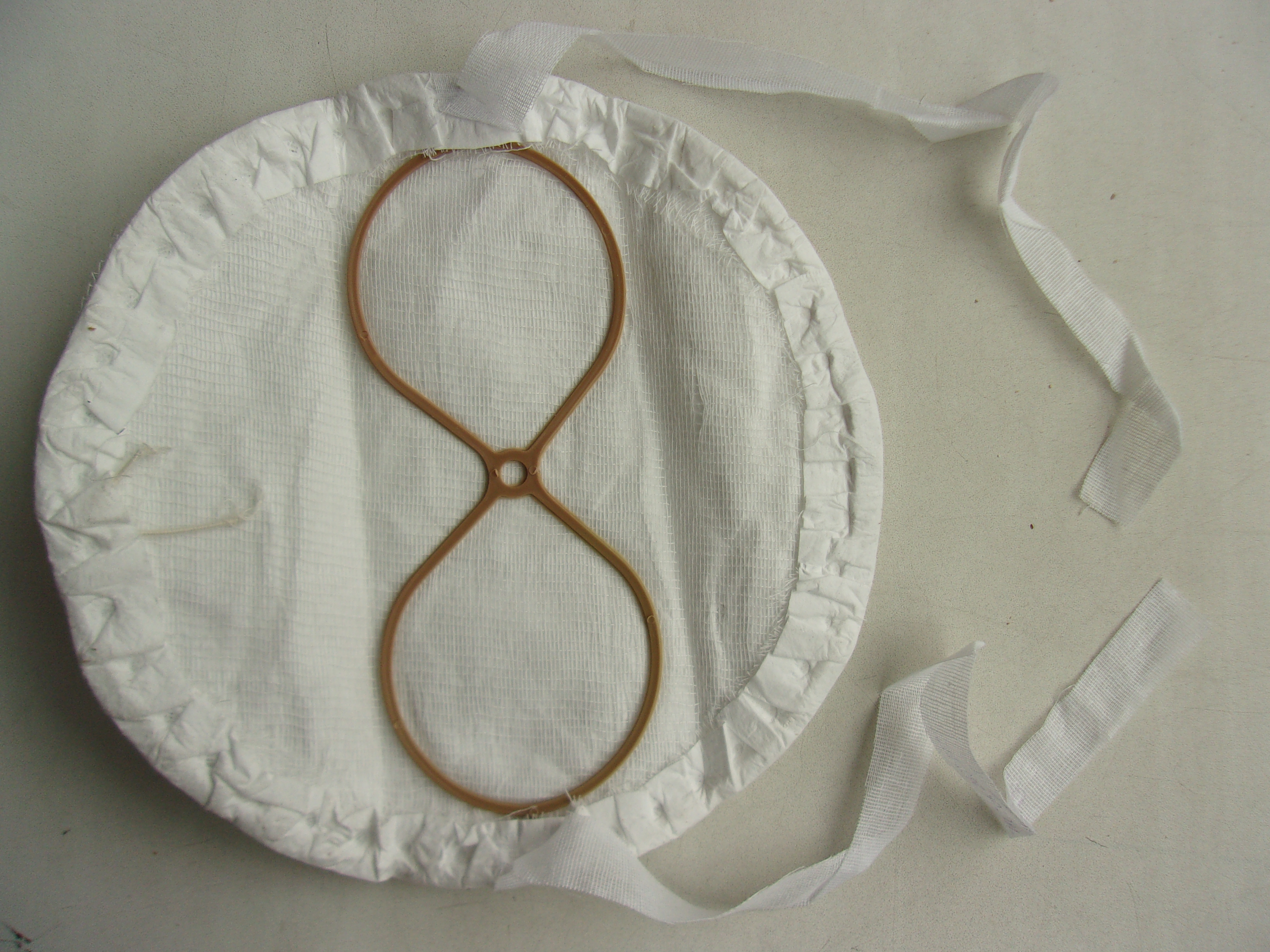
Обратная сторона полуфабриката полумаски со старой распоркой. Изделие сертифицировано после принятия ГОСТ 12.4.191, но ГОСТ нарушен — на нём нет маркировки (название модели, класс защиты, изготовитель).

«Лепесток» — простейший одноразовый респиратор, предназначенный для защиты от пыли и аэрозолей, но не от паров и газов. Производится с небольшими модификациями с 1957 года, выпущено более 6 млрд шт.

## Назначение
Предназначен для оберегания органов дыхания от следующих видов пыли и аэрозолей: силикатной, металлургической, горнорудной, угольной, текстильной, табачной, моющих средств, растительной, животной, минеральной, известковой, пыль от удобрений и пигментов и пр. Время эксплуатации может составлять от одного до нескольких применений — в зависимости от концентрации пыли, влажности, температуры воздуха, а также физической нагрузки.
Также респиратор «Лепесток» защищает человека от попадания в организм бактерий и вирусов, находящихся в воздухе, поэтому применяется в медицине для профилактики заболеваний передающихся воздушно-капельным путём, респираторных заболеваний. Так же этот вид респиратора защищает человека от радиоактивных аэрозолей.
В связи с особенностями конструкции фильтров (см. ниже), респираторы не следует применять при возможности конденсации выдыхаемой влаги, под дождем или снегом и при высоких температурах.

## История
В 1966 г. коллективу из 11 человек во главе с академиком И. В. Петряновым, разработавших респиратор, была присуждена Ленинская премия за теорию и технологию получения новых фильтрующих материалов и их внедрение в атомную промышленность. В группу входили шесть сотрудников Лаборатории аэрозолей НИФХИ: П. И. Басманов, Н. Б. Борисов, И. В. Петрянов, Б. Ф. Садовский, В. И. Козлов, Б. И. Огородников, а также С. М. Городинский, С. Н. Шатский и другие. Фильтры Петрянова (ФП) — материалы на основе полимерных волокон из хлорированного поливинилхлорида (перхлорвинил, химическая формула: [CnH2n+2-xClx], где n<2x<2n), ацетатцеллюлозы или из стекловолокон, нанесенных тонким слоем на марлю или подложку из более грубых волокон. Материал позволяет уместить фильтр большой площади в малый объём, при этом пыль или аэрозоль накапливаются в фильтре, эффективность которого зависит от диаметра волокон, связи между волокнами и других параметров. Регенерация такого фильтра после накапливания пыли как правило не возможна. Кроме того, при высоких концентрациях (более 5 мг/м³) часть пыли или аэрозоля неизбежно проходит сквозь фильтр. Перхлорвиниловые волокна (ФПП) обладают высокой химической но малой (до 60℃-70℃) термической стабильностью, целлюлозные волокна (ФПА) наоборот, чувствительны к химическим воздействиям, таким как гидролиз, но стабильны при температурах до 150℃.
Выпускается три вида подобных респираторов: Лепесток-200, Лепесток-40, Лепесток-5 с использованием материалов ФПП (перхлорвинил) с волокнами диаметром соответственно 15, 70 и 70 мкм и аэродинамическим сопротивлением в 15, 5 и 2 Па при скорости фильтрации 1см/с. Эффективность этих респираторов условно оценивается как приемлемая при превышении допустимой концентрации пыли в 200, 40 и 5 раз. Однако эта декларируемая эффективность не подтверждается испытаниями в производственных условиях, и в обоснована испытанием изолированного фильтра в лабораторных условиях (в зажиме), что не учитывает основной путь попадания загрязнений под маску — просачивание через зазоры между маской и лицом. В ряде исследований были получены результаты, показавшие значительно меньшую эффективность (см. Респираторы ШБ «Лепесток»).
В современных вариантах возможно применение других полимеров, например на основе стирола.
Из-за своей простоты, дешевизны, доступности материалов для производства, а также способности защитить органы дыхания от радиоактивной пыли, чрезвычайно массово выпускался в Советском Союзе. Фактически, за 50 лет производства, к 2003 году было выпущено более пяти миллиардов экземпляров этого респиратора.

## Критика
- Надевание респиратора требует квалифицированной подготовки, причём изготовители обычно не дают никаких указаний как это делать; а проверка того, насколько правильно рабочий научился подгонять маску к лицу в РФ не проводится. По этим причинам использование таких «Лепестков» может создать повышенный риск вдыхания воздушных загрязнений (по сравнению с обычными моделями фильтрующих полумасок).[12][13]
- Декларируемая эффективность изделия завышена. Экспериментальные измерения для респиратора Лепесток-200 показали реальный коэффициент защиты фильтровального материала 109—132, а эффективность всего СИЗОД может быть от 2 до 8, то есть значительно меньше из-за подсосов неотфильтрованного воздуха через зазоры между маской и лицом.[14]
- Применение подобных СИЗОД ограничено научно-обоснованным законодательством в США — не более 10 ПДКрз[15]; аналогичные ограничения действуют в Австралии, Канаде, Японии, Китае. В Европе респиратор на момент вступления России в ВТО соответствовал области применения 50 ПДКрз.[16]